# Лойггерн
Лойггерн (нем. Leuggern) — коммуна в Швейцарии, в кантоне Аргау.
Входит в состав округа Цурцах.  Население составляет 2079 человек (на 31 декабря 2007 года). Официальный код  —  4313.